# Lizzo

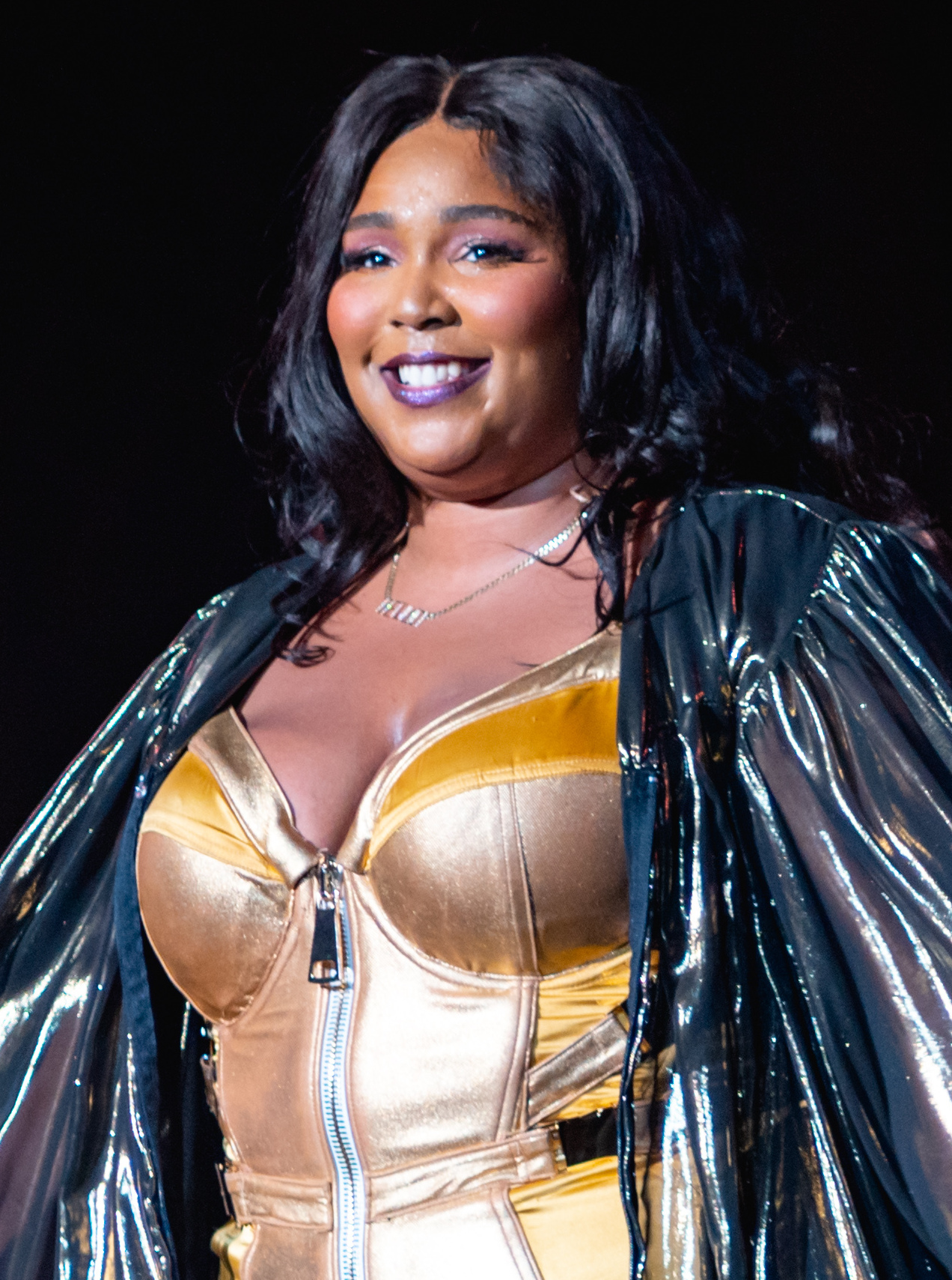
Lizzo (2019)

Melissa Viviane Jefferson (* 27. April 1988 in Detroit, Michigan), besser bekannt unter ihrem Künstlernamen Lizzo, ist eine US-amerikanische Sängerin, Rapperin und Songwriterin. Ihr zwischen Pop, R&B und Hip-Hop angesiedeltes musikalisches Schaffen widmet sich Themen wie Diversität und Body Positivity. 2019 veröffentlichte sie mit Cuz I Love You erstmals ein Studioalbum bei einem Major-Label, was ihr neben dem kommerziellen Durchbruch zahlreiche Nominierungen und Preise, darunter acht Nominierungen für den Grammy Award, einbrachte.

## Leben
Melissa Viviane Jefferson kam 1988 in Detroit zur Welt und wuchs in einer Familie musikalischer Laien auf. Bis sie zehn Jahre alt war, wurde sie in der „Motor City“ ausschließlich mit Gospel sozialisiert. Dann übersiedelte sie mit ihren Eltern nach Houston, wo sie erstmals mit anderen Musikrichtungen, allen voran Hip-Hop, in Berührung kam. Sie begeisterte sich außerdem für klassische Musik und begann im Alter von zwölf Jahren mit dem Flötenspiel. Während sie sich einigen R&B- und Rap-Gruppen anschloss, unter anderem der an Crime Mob angelehnten Cornrow Clique, spielte sie auch in Marching Bands und begann an der University of Houston ein Studium mit dem Hauptfach klassische Flöte. Nach einer Selbstfindungsphase entschied sie sich für eine Gesangskarriere. 2010 starb Lizzos Vater, zugleich ihr musikalisches Vorbild, was bei ihr eine Depression auslöste. 2011 zog sie nach Minneapolis.

## Karriere

### Musik
Nachdem es in mehreren Bands in Houston zu keiner produktiven Zusammenarbeit gekommen war, folgte Lizzo 2011 dem Ruf eines Freundes nach Minneapolis. Sie arbeitete an ihrer Stimme, wurde Frontfrau der Gruppe Lizzo & The Larva Ink und schloss sich der TLC-inspirierten Band The Chalice an. 2013 veröffentlichte sie beim Indie-Label Totally Gross Domestic Product ihr erstes Soloalbum Lizzobangers. Das Time Magazine nahm Lizzo daraufhin in seine Liste von 14 besonders vielversprechenden Künstlern für das Jahr 2014 auf. Im folgenden Jahr erregte sie als Background-Sängerin/Rapperin Aufmerksamkeit. Gemeinsam mit Sophia Eris übernahm sie den Rap-Part auf dem Track Boytrouble vom Prince-Album Plectrumelectrum. Daneben arbeitete sie mit Clean Bandit auf New Eyes und Bastille auf Torn Apart zusammen.
2015 erschien ihr zweites Studioalbum Big Grrrl Small World im Selbstverlag. In der Folge vernetzte sich Lizzo mit dem Produzenten Ricky Reed, der bereits mit Künstlern wie Kesha, Pitbull und Fifth Harmony zusammengearbeitet hatte. Reed verschaffte ihr einen Plattenvertrag mit Atlantic Records, und sie begann zwischen Minneapolis und Los Angeles zu pendeln, während sie an neuem Material arbeitete. Ihre erste Major-EP Coconut Oil mit der Durchbruchsingle Good as Hell erschien im Oktober 2016 und erreichte Platz 44 der Top R&B/Hip-Hop Alben. Lizzo ließ sich gänzlich in Los Angeles nieder, wo sie die Moderation der MTV-Sendung Wonderland übernahm.
In den folgenden zwei Jahren arbeitete sie an ihrem dritten Studioalbum. 2018 tourte sie mit Haim und Florence + the Machine und brachte unter anderem die Singles Fitness und Boys heraus. Anfang des Jahres 2019 erschien ihre bis dahin erfolgreichste Single Juice, die in mehreren Ländern die Charts erreichte und das Album Cuz I Love You ankündigen sollte. Die Verwendung ihrer Songs in einem Netflix-Trailer und anderen Werbespots, ein Auftritt beim Coachella-Festival sowie mehrere Fernsehauftritte – unter anderem beim deutschen Neo Magazin Royale – steigerten ihre Popularität. Daneben entstand ein YouTube-Clip, in dem sie die bekannte „Jazzflöten-Szene“ aus Anchorman – Die Legende von Ron Burgundy mit Will Ferrell parodiert. Ihr drittes Studioalbum erhielt hervorragende Kritiken und erreichte Platz eins der iTunes-Charts. Die auf der Deluxe-Edition des Albums enthaltene Single Truth Hurts erreichte knapp zwei Jahre nach ihrer Erstveröffentlichung Platz eins der Billboard Hot 100 und wurde mehrfach mit Platin ausgezeichnet. Diese Erfolge machten sie am Jahresende mit acht Nominierungen zu einer der Favoritinnen für den Grammy Award. In den vier Hauptkategorien konnte sie sich nicht durchsetzen, sie gewann aber drei Auszeichnungen in den Feldern R&B und Pop.
Im Juli 2022 veröffentlichte sie ihr viertes Studioalbum Special, das auf Platz zwei in die Billboard-Charts einstieg. Die bereits drei Monate vorher veröffentlichte Lead-Single About Damn Time erreichte daraufhin als erste Nummer mit dem Wort damn (verdammt) im Titel die Spitze der US-Charts.
Im März 2024 deutete Lizzo per Instagram ihr Karriereende an.

### Film und Fernsehen
Neben ihrem musikalischen Durchbruch begann sie auch an Filmproduktionen mitzuwirken. 2019 hatte sie zunächst eine Sprechrolle im Animationsfilm UglyDolls und später eine Nebenrolle an der Seite von Jennifer Lopez in der Krimikomödie Hustlers. 2020 unterzeichnete sie einen Vertrag zur Produktion von Fernsehprogrammen für den Prime-Video-Streaming-Service von Amazon. Lizzos Serie Watch Out for the Big Grrrls, in der sie Tänzerinnen für ihre Konzerte castet, wurde 2022 mit einem Primetime Emmy in der Kategorie Outstanding Competition Program ausgezeichnet und beendete damit eine vierjährige Siegesserie von RuPaul’s Drag Race. 2023 spielte sie in der dritten Staffel der Serie The Mandalorian mit.

### Vorwürfe zur Belästigung ihrer Mitarbeiterinnen
Lizzo wird vorgeworfen, Tänzerinnen ihres Teams gemobbt, belästigt und diskriminiert zu haben. Wie Anfang August 2023 bekannt wurde, erheben die früher für sie tätigen Tänzerinnen Arianna Davis, Crystal Williams und Noelle Rodriguez zahlreiche Vorwürfe, darunter sexuelle, religiöse, rassistische Belästigung, Diskriminierung aufgrund einer Behinderung, Körperverletzung und Freiheitsberaubung. Sie fordern Schadensersatz in nicht genannter Höhe. Lizzo wies die Vorwürfe zurück und bezeichnete sie als „unglaublich“.

## Stil

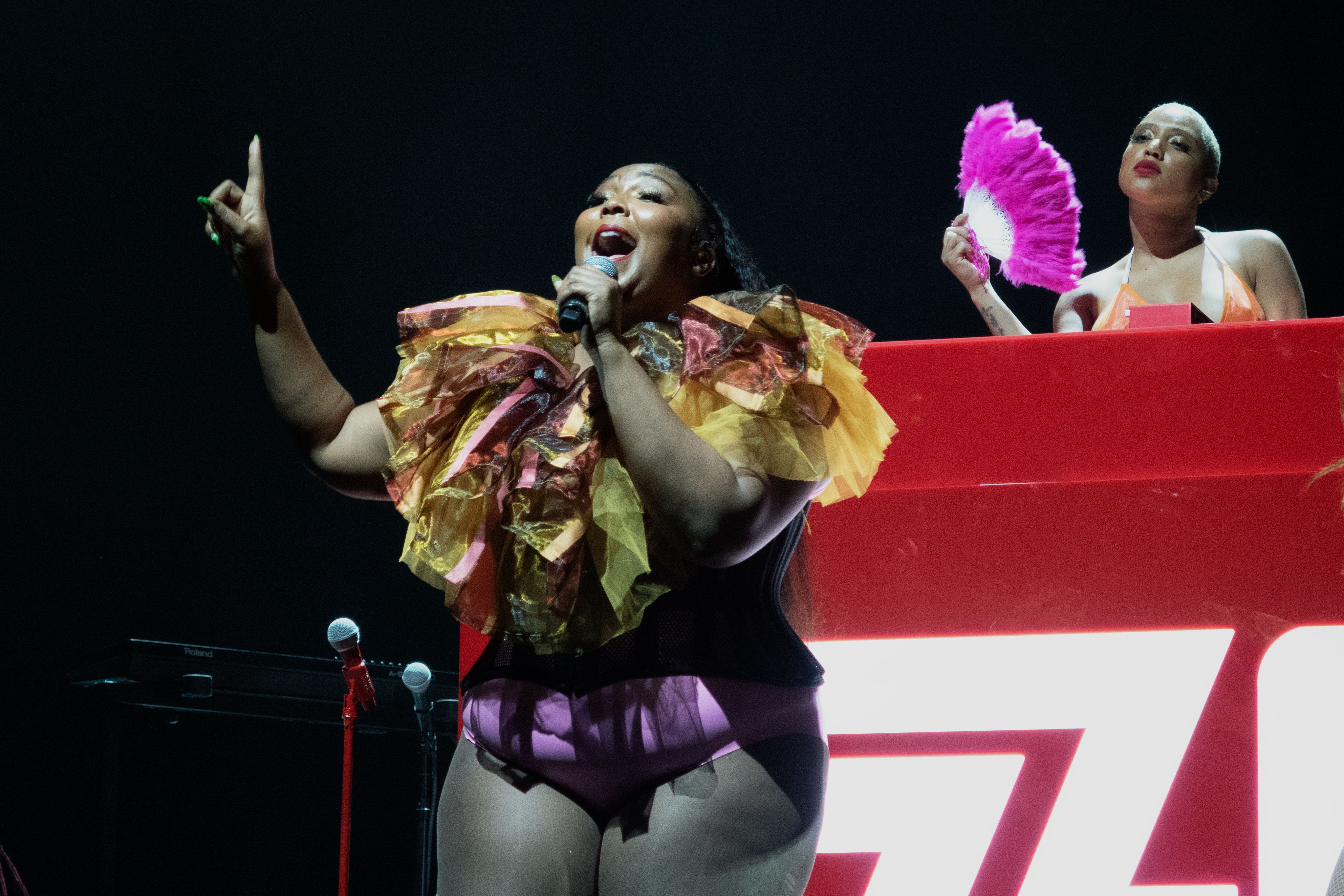
Lizzo bei einem Konzert (2018)

Lizzo bewegt sich musikalisch zwischen R&B, Pop und Hip-Hop. Ihre Songs führen poppige Basslines mit Gospel-Riffs zusammen und kombinieren Rap, Querflöte, Songwriting und Tanz. Sie selbst beschreibt ihre Musik als „Church with a twerk“. CNN verglich sie 2019 mit Amy Winehouse („aber profaner“), Erykah Badu („respektloser“) und Beyoncé. Ihre Texte behandeln Themen der Diversität, Körperlichkeit, Sexualität, Hautfarbe oder Selbstbewusstsein. Mit ihren tanzintensiven Bühnenshows, extravaganten Outfits und ausgefallenen Frisuren avancierte sie zu einer Ikone der Body Positivity. Sie engagiert sich gegen Bodyshaming in den Massenmedien. Für das Albumcover von Cuz I Love You ließ sie sich 2019 nackt ablichten.

“I can’t wake up one day and not be black. I can’t wake up one day and not be a woman. I can’t wake up one day and not be fat.”

„Ich kann nicht eines Tages aufwachen und nicht schwarz sein. Ich kann nicht eines Tages aufwachen und keine Frau sein. Ich kann nicht eines Tages aufwachen und nicht fett sein.“

## Diskografie
Studioalben

| Jahr | Titel Musiklabel                            | Höchstplatzierung, Gesamtwochen, AuszeichnungChartplatzierungen (Jahr, Titel, Musiklabel, Platzierungen, Wochen, Auszeichnungen, Anmerkungen) | Höchstplatzierung, Gesamtwochen, AuszeichnungChartplatzierungen (Jahr, Titel, Musiklabel, Platzierungen, Wochen, Auszeichnungen, Anmerkungen) | Höchstplatzierung, Gesamtwochen, AuszeichnungChartplatzierungen (Jahr, Titel, Musiklabel, Platzierungen, Wochen, Auszeichnungen, Anmerkungen) | Höchstplatzierung, Gesamtwochen, AuszeichnungChartplatzierungen (Jahr, Titel, Musiklabel, Platzierungen, Wochen, Auszeichnungen, Anmerkungen) | Höchstplatzierung, Gesamtwochen, AuszeichnungChartplatzierungen (Jahr, Titel, Musiklabel, Platzierungen, Wochen, Auszeichnungen, Anmerkungen) | Anmerkungen                                                |
| Jahr | Titel Musiklabel                            | DE | AT | CH | UK | US | Anmerkungen                                                |
| ---- | ------------------------------------------- | --- | --- | --- | --- | --- | ---------------------------------------------------------- |
| 2013 | Lizzobangers Totally Gross National Product | — | — | — | — | — | Erstveröffentlichung: 15. Oktober 2013                     |
| 2015 | Big Grrrl Small World BGSW                  | — | — | — | — | — | Erstveröffentlichung: 11. Dezember 2015                    |
| 2019 | Cuz I Love You Nice Life, Atlantic Records  | — | AT66 (1 Wo.)AT | CH75 (1 Wo.)CH | UK30 Gold · (47 Wo.)UK | US4 Platin · (145 Wo.)US | Erstveröffentlichung: 19. April 2019 Verkäufe: + 1.395.000 |
| 2022 | Special Nice Life, Atlantic                 | DE18 (2 Wo.)DE | AT17 (1 Wo.)AT | CH14 (3 Wo.)CH | UK6 (5 Wo.)UK | US2 (36 Wo.)US | Erstveröffentlichung: 15. Juli 2022 Verkäufe: + 95.000     |

## Filmografie
- 2019: UglyDolls (Sprechrolle)
- 2019: Hustlers
- 2022: Watch Out for the Big Grrrls (als sie selbst)
- 2023: The Mandalorian (Fernsehserie, Episode 3x06)

## Auszeichnungen
| Jahr | Award                     | Nominiertes Werk             | Kategorie                                | Resultat  |
| ---- | ------------------------- | ---------------------------- | ---------------------------------------- | --------- |
| 2019 | American Music Awards     | Sie selbst                   | New Artist of the Year                   | Nominiert |
| 2019 | American Music Awards     | Sie selbst                   | Favorite Female Artist – Soul/R&B        | Nominiert |
| 2019 | American Music Awards     | Juice                        | Favorite Song – Soul/R&B                 | Nominiert |
| 2019 | BET Awards                | Sie selbst                   | Best Female Hip-Hop Artist               | Nominiert |
| 2019 | Bravo Otto                | Sie selbst                   | Newcomer                                 | Nominiert |
| 2019 | International Music Award | Sie selbst                   | Style                                    | Gewonnen  |
| 2019 | MTV Europe Music Awards   | Sie selbst                   | Best New Act                             | Nominiert |
| 2019 | MTV Europe Music Awards   | Sie selbst                   | Best Push Act                            | Nominiert |
| 2019 | MTV Europe Music Awards   | Sie selbst                   | Best US Act                              | Nominiert |
| 2019 | MTV Video Music Awards    | Sie selbst                   | Best New Artist                          | Nominiert |
| 2019 | MTV Video Music Awards    | Sie selbst                   | Push Artist of the Year                  | Nominiert |
| 2019 | MTV Video Music Awards    | Tempo                        | Best Power Anthem                        | Nominiert |
| 2019 | MTV Video Music Awards    | Truth Hurts                  | Song of Summer                           | Nominiert |
| 2019 | People’s Choice Awards    | Cuz I Love You               | Album of 2019                            | Nominiert |
| 2019 | Q Awards                  | Juice                        | Best Track                               | Nominiert |
| 2019 | Soul Train Music Awards   | Juice                        | Song of the Year                         | Nominiert |
| 2019 | Soul Train Music Awards   | Juice                        | Video of the Year                        | Gewonnen  |
| 2019 | Soul Train Music Awards   | Juice                        | The Ashford & Simpson Songwriter’s Award | Nominiert |
| 2019 | Soul Train Music Awards   | Juice                        | Best Dance Performance                   | Nominiert |
| 2019 | Soul Train Music Awards   | Cuz I Love You               | Album/Mixtape of the Year                | Gewonnen  |
| 2019 | Soul Train Music Awards   | Sie selbst                   | Best R&B/Soul Female Artist              | Nominiert |
| 2019 | Streamy Awards            | Sie selbst                   | Breakthrough Artist                      | Nominiert |
| 2019 | Teen Choice Awards        | Sie selbst                   | Choice Breakout Artist                   | Nominiert |
| 2019 | Teen Choice Awards        | Sie selbst                   | Choice Summer Female Artist              | Nominiert |
| 2019 | Teen Choice Awards        | Truth Hurts                  | Choice Summer Song                       | Nominiert |
| 2020 | Grammy Awards             | Sie selbst                   | Best New Artist                          | Nominiert |
| 2020 | Grammy Awards             | Cuz I Love You               | Album of the Year                        | Nominiert |
| 2020 | Grammy Awards             | Cuz I Love You               | Best Urban Contemporary Album            | Gewonnen  |
| 2020 | Grammy Awards             | Truth Hurts                  | Record of the Year                       | Nominiert |
| 2020 | Grammy Awards             | Truth Hurts                  | Song of the Year                         | Nominiert |
| 2020 | Grammy Awards             | Truth Hurts                  | Best Pop Solo Performance                | Gewonnen  |
| 2020 | Grammy Awards             | Exactly How I Feel           | Best R&B Performance                     | Nominiert |
| 2020 | Grammy Awards             | Jerome                       | Best Traditional R&B Performance         | Gewonnen  |
| 2022 | Emmy Awards               | Watch Out for the Big Grrrls | Outstanding Competition Program          | Gewonnen  |
| 2023 | Grammy Awards             | About Damn Time              | Record of the Year                       | Gewonnen  |
| 2023 | Grammy Awards             | About Damn Time              | Song of the Year                         | Nominiert |
| 2023 | Grammy Awards             | About Damn Time              | Best Pop Solo Performance                | Nominiert |
| 2023 | Grammy Awards             | Special                      | Album of the Year                        | Nominiert |
| 2023 | Grammy Awards             | Special                      | Best Pop Vocal Album                     | Nominiert |